# EVO1 (路面電車車両)
EVO1は、チェコのコンソーシアムであるアライアンスTWが展開する路面電車車両の1形式。車内全体の床上高さを抑えた、バリアフリーに適した超低床電車である。

## 概要
「EVO1」は1両単位で運用が可能な片運転台車両で、後述のように総括制御による連結運転も可能な構造となっている。車体の構体は溶接鋼が用いられ、外板にはグラスファイバーが、屋根はサンドイッチ積層板が導入されており、乗降扉は右側に4箇所設置されている。
車内の床上高さは最小350 mm（乗降扉付近）、最大でも500 mm（台車上部）に抑えられている他、車内の高低差は緩やかな傾斜によって結ばれているため、車内には段差が存在しない。座席はクロスシートを基本としており、中央部には車椅子スペースが存在する。また、車内は冷暖房双方に対応した空調が完備されている。運転室に設けられた運転台や座席は人間工学に基づいた設計や配置が行われており、運転台には車内の監視カメラの映像等が表示されるディスプレイが存在する他、独自の空調装置が屋根上に設置されている。
台車は回転軸を備えており、軸ばね（1次ばね）には金属ゴムを用いたばねが、枕ばね（2次ばね）にはオイルダンパーを備えたコイルばねが用いられている。これにより車軸への荷重が抑えられる他、車輪や線路の摩耗を減らす効果もある。また、各台車には油圧式ディスクブレーキや電磁吸着ブレーキが搭載されている。主電動機は誘導電動機（出力65 kw）が用いられており、各台車の車軸と平行に2基搭載されている。制御装置はマイクロプロセッサが用いられている他、制動装置には回生ブレーキが採用されており、メンテナンス費用やエネルギー消費量が削減されている。また、顧客の需要に応じて総括制御用機器の搭載も可能である。
開発にあたってはアライアンスTWの一員である3社（プラゴイメックス、クルノフ修理機械工場、VKVプラハ）に加えてプラハ公共交通会社（Dopravní podnik hlavního mesta Prahy a.s.）が参加している。

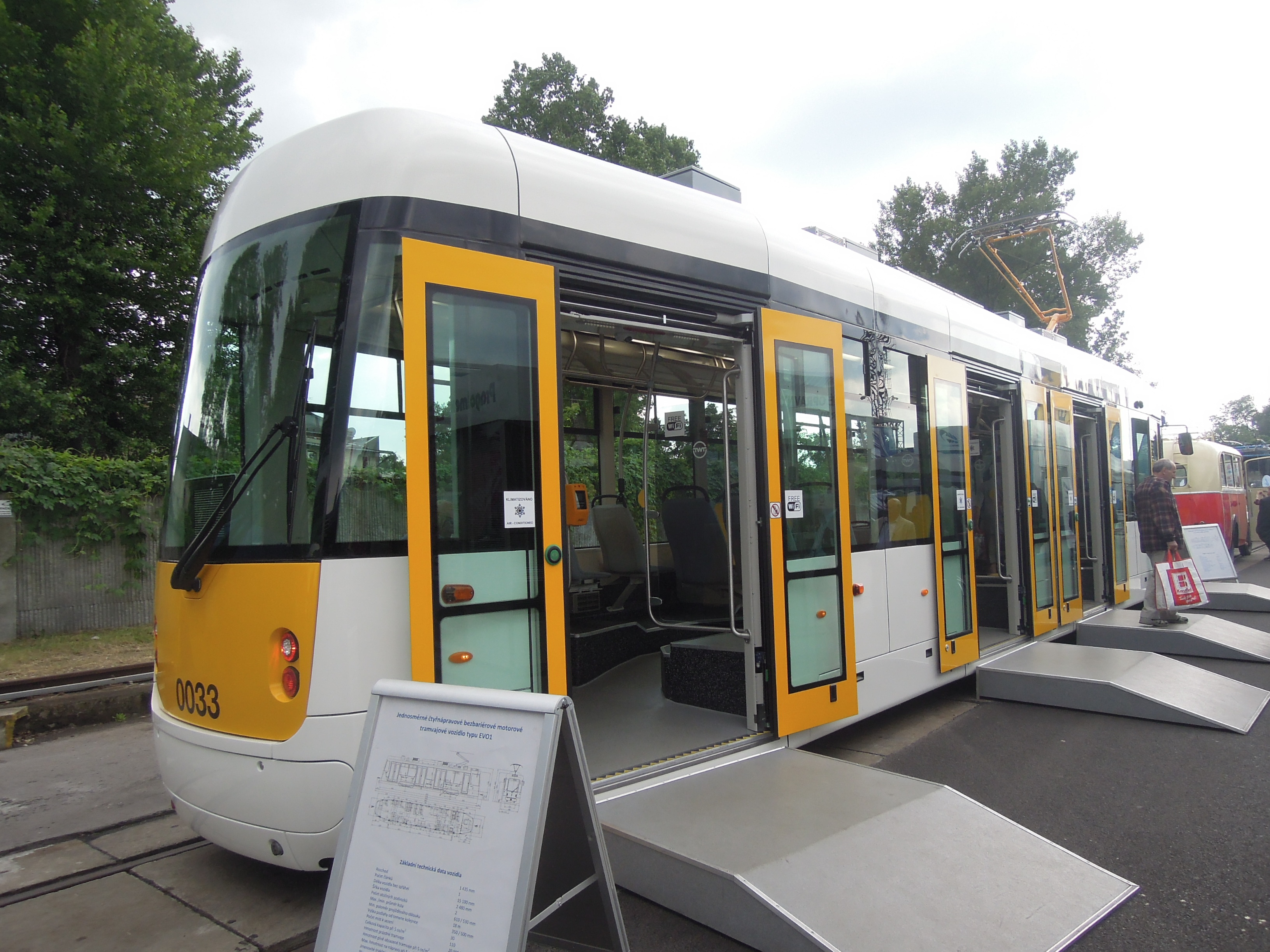
後方
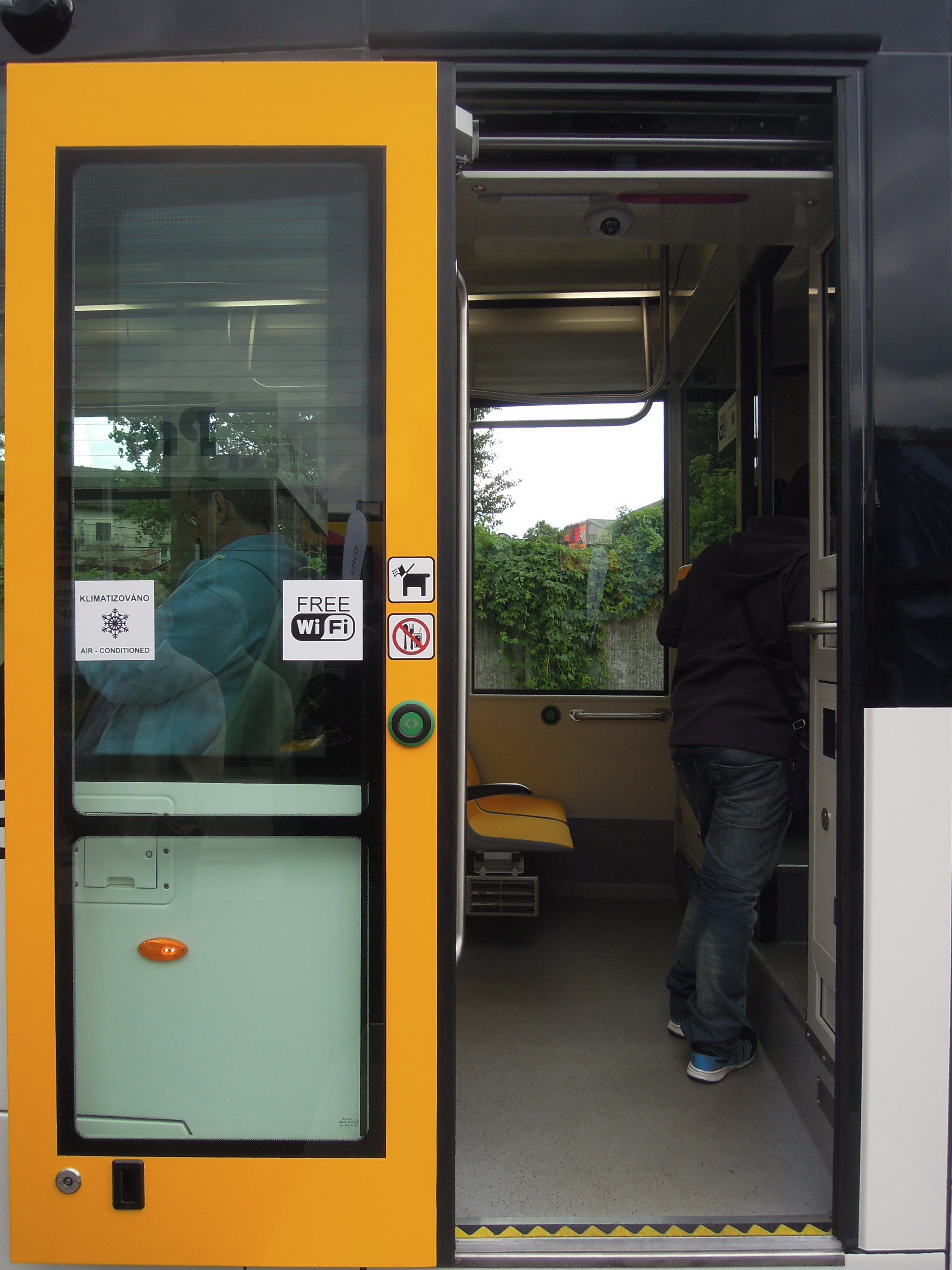
乗降扉
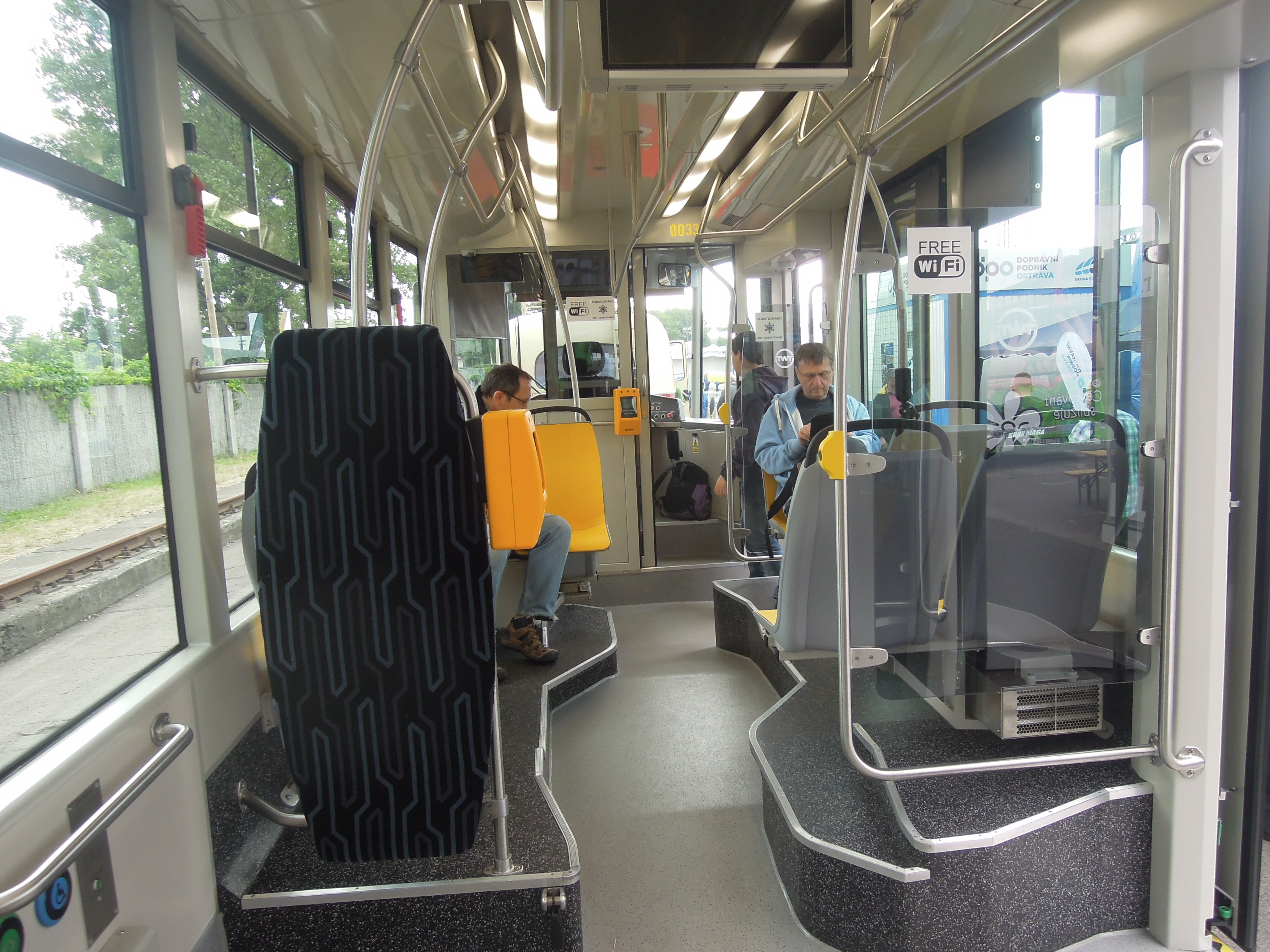
車内（前方）
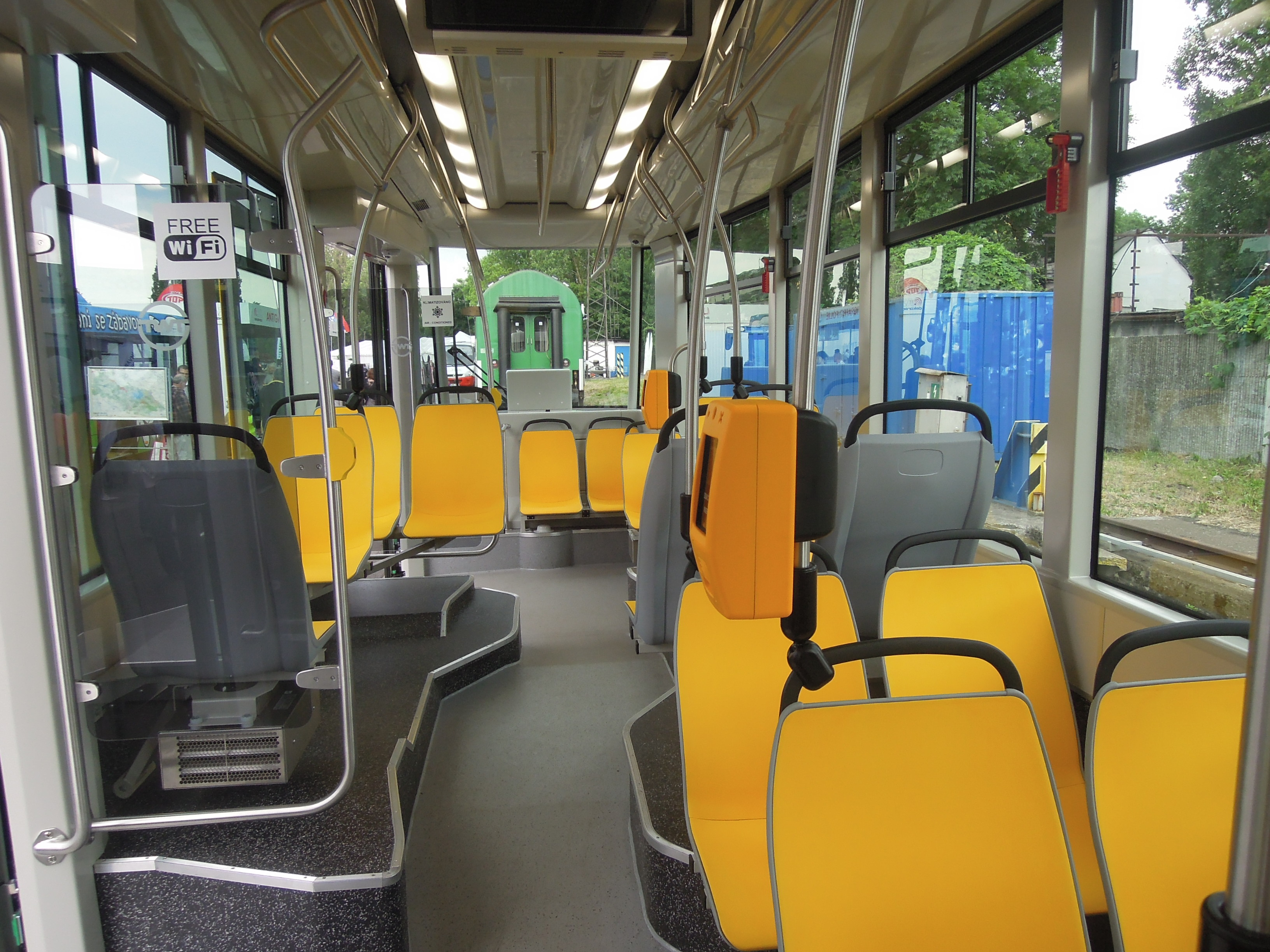
車内（後方）
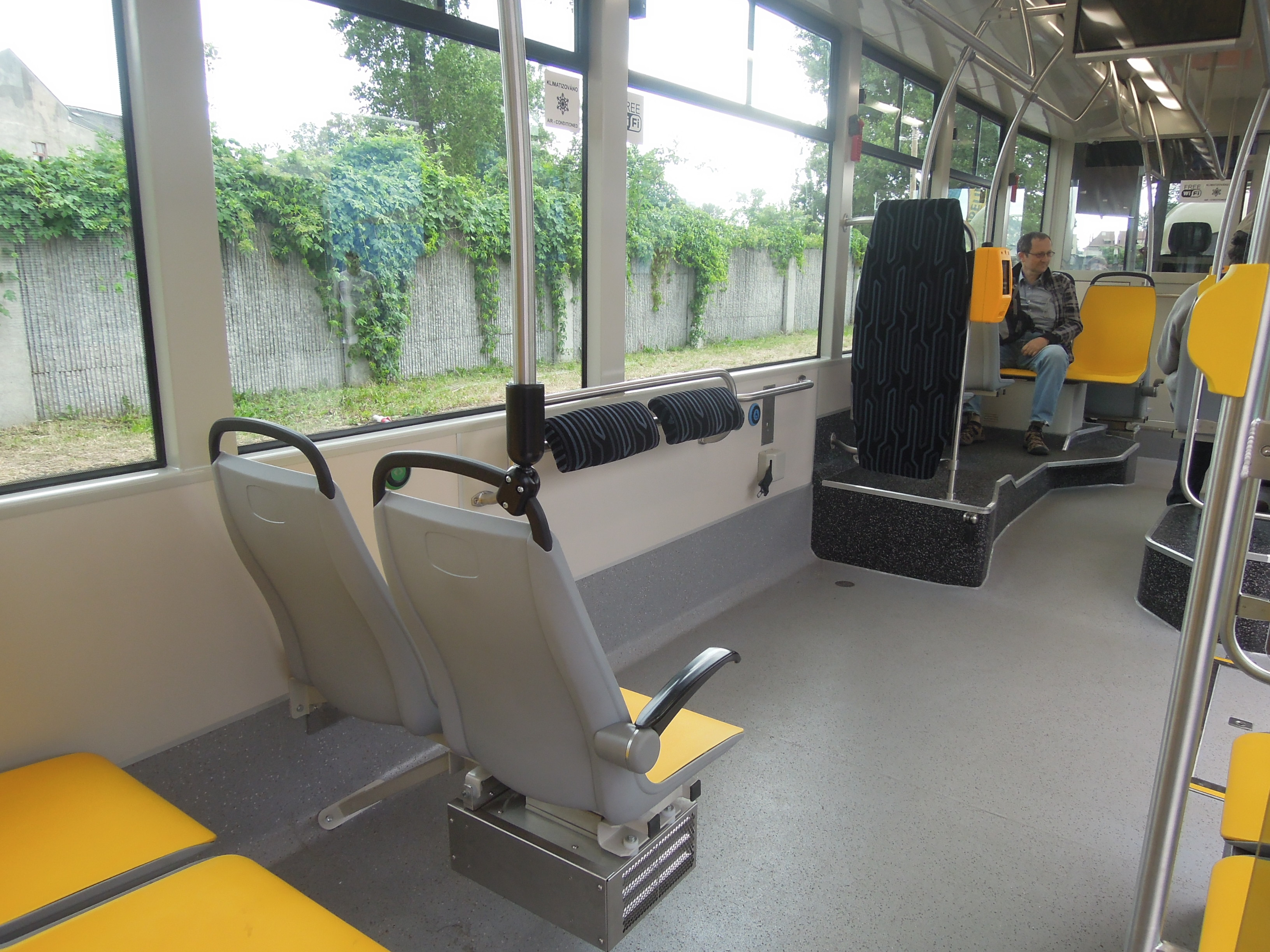
車椅子スペース
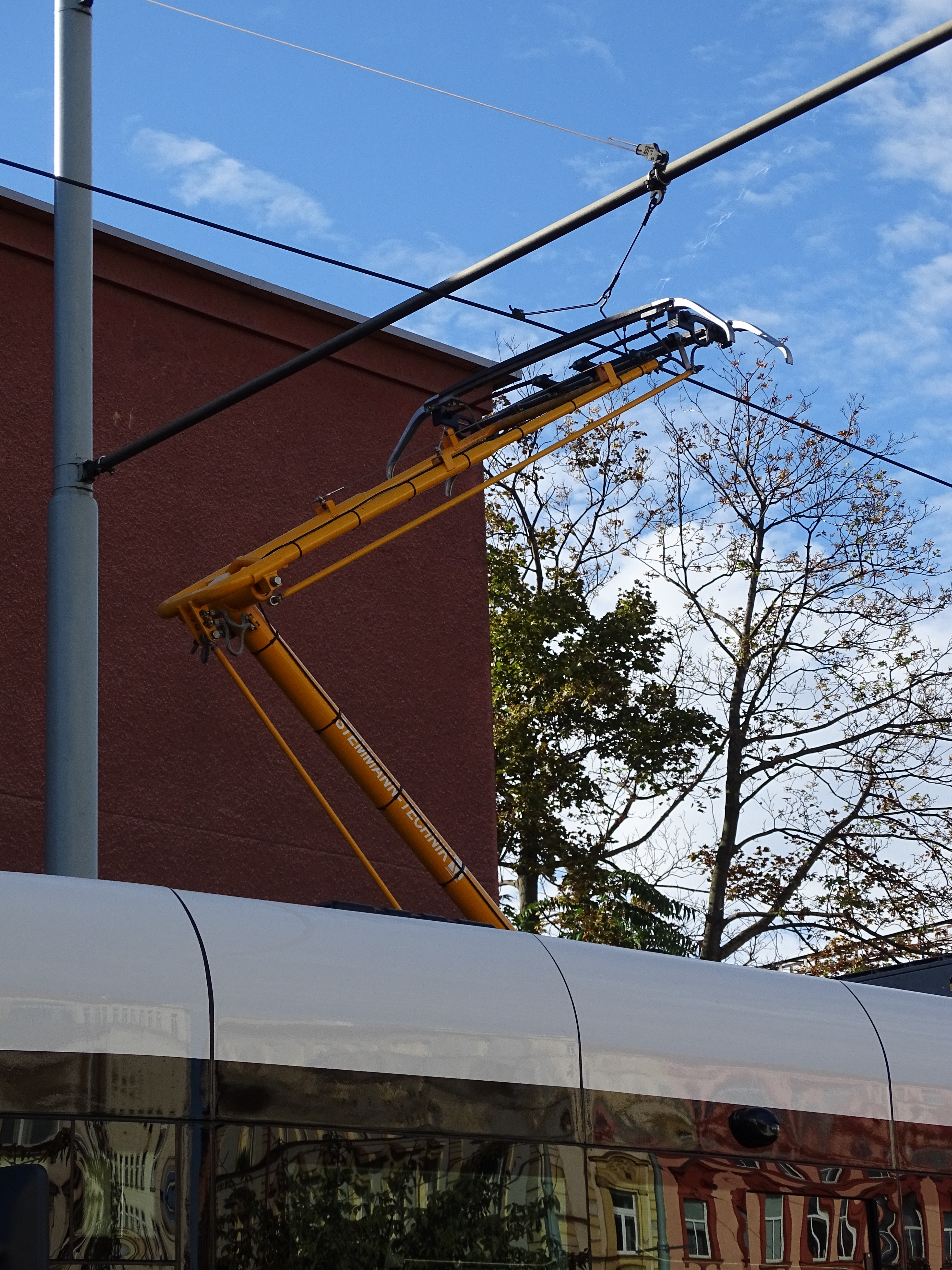
シングルアーム式パンタグラフ

## 運用
2015年にチェコのオストラヴァで開催された鉄道見本市のチェコ・レールデイズ2015（Czech Raildays 2015）で公開された試作車は、プラハ市電（プラハ）、モスト・リトヴィーノフ市電（モスト、リトヴィーノフ）で試運転を実施した後、2016年以降は正式に購入が行われたモスト・リトヴィーノフ市電で使用されている。一方、2017年にオロモウツ市電（オロモウツ）を運営するオロモウツ公共交通会社はプラゴイメックスとの間にEVO1の導入に関する契約を結び、翌2018年以降5両が使用されている。
また、チェコ以外にも2023年からはラトビアのダウガフピルス市電（ダウガフピルス）向けの車両の生産が実施されている。これはラトビアのダウガフピルス機関車修理工場（Daugavpils lokomotīvju remonta rūpnīca、DLRR）との共同生産により製造されているものであり、同年中に4両が導入される事になっている。

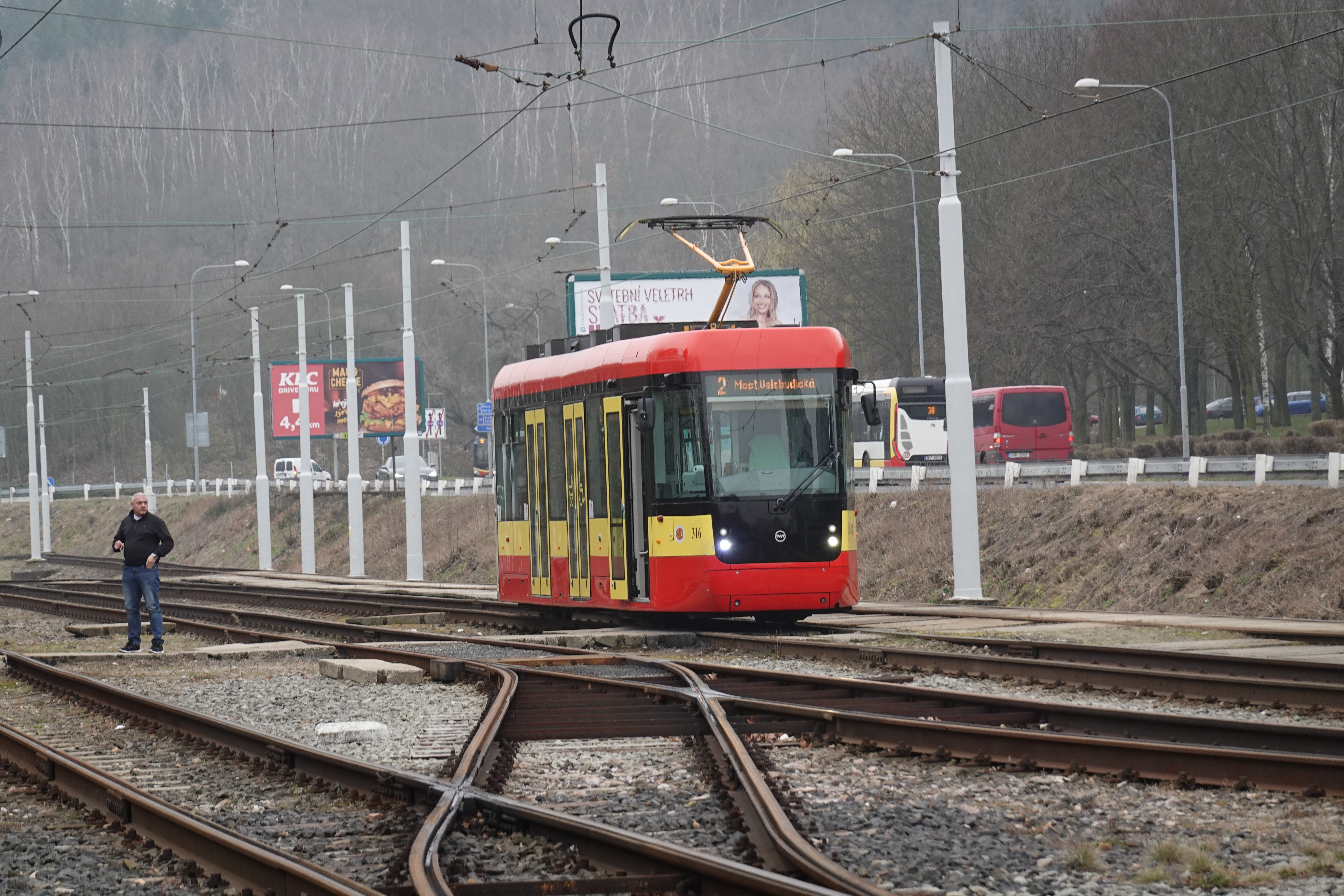
チェコ：モスト（2024年撮影）
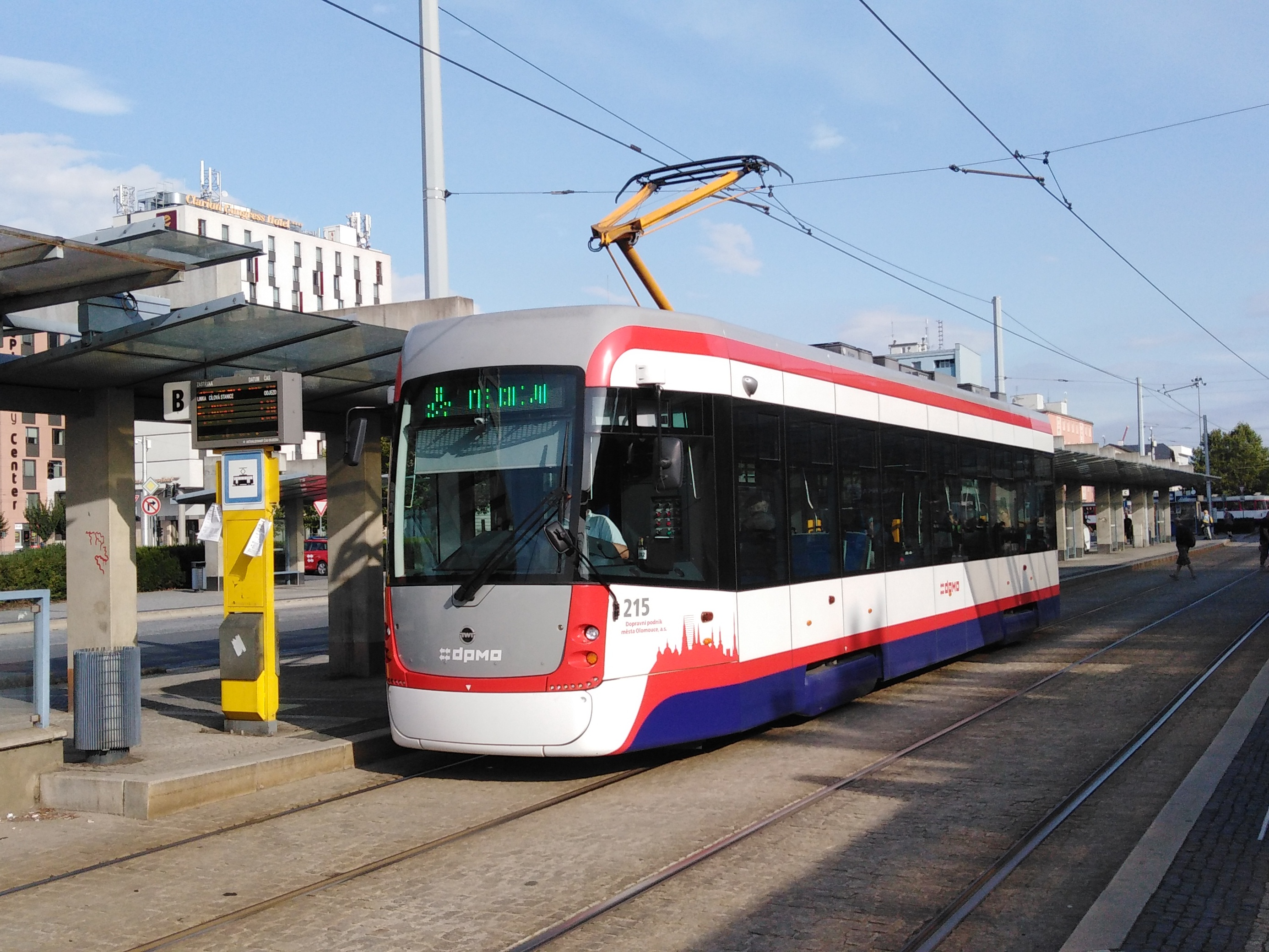
チェコ：オロモウツ（2019年撮影）
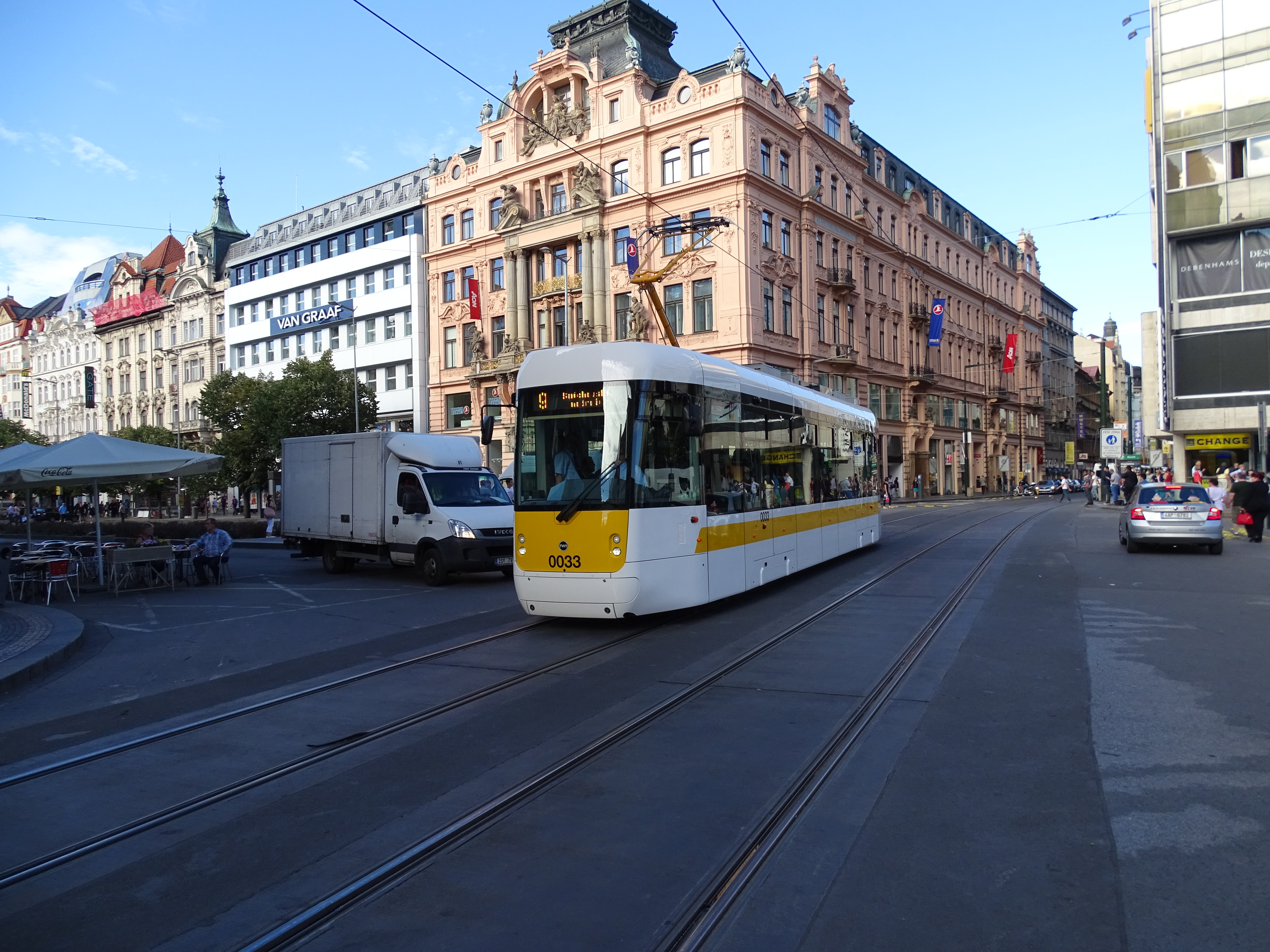
チェコ：プラハ（試運転中、2015年撮影）

## 関連形式
- EVO1/o - ループ線が使用不可能な状況でも使用可能な、車体両側に乗降扉が設置された車両。オロモウツ市電へ向けてEVO1と共に導入された[4][9]。